# Синеспинка
Синеспинка, или сельдь-помолоб, или летний помолоб (лат. Alosa aestivalis) — вид лучепёрых рыб из семейства сельдевых. Обитают в западной Атлантике.

## Описание
Длина тела рыб 27—40 см, масса около 200 грамм, продолжительность жизни до 8 лет. Спина тёмно-синяя, иногда синевато-серая. Имеется тёмное пятно за жаберными крышками.

## Экология
Эта проходная рыба, обитающая в море, а нерестящаяся в глубоких, быстрых пресноводных реках с твердым грунтом. Весной она мигрирует на нерестилища. В Коннектикуте синеспинка нерестится в воде при температурой от 14 до 17 °C, обычно позже весной, чем сероспинка. Во время нереста многочисленные икринки откладываются на дно ручья, где прилипают к гравию, камням, бревнам или другим предметам. Молодь проводит от трех до семи месяцев в пресной воде, затем мигрируют в океан.
Синеспинка планктоноядна, питаются мальками других рыб, веслоногими раками и мелкими креветками. Собираются в косяки.

## Размножение
Нерестится синеспинка с конца марта до середины мая, в зависимости от широты. Самки обычно созревают к пяти годам и откладывают от 60 000 до 103 000 икринок. Самцы, как правило, созревают раньше, в возрасте от 3 до 4 лет, и поэтому  меньше по размерам, чем самки. После нереста взрослые как самцы так и самки быстро спускаютсят вниз по течению в море. Об особенностях  их жизни в морской среде известно мало; однако считается, что они способны мигрировать на большие расстояния (более 1900 километров).

## Паразиты
На рыбах отмечены следующие виды паразитов:
- Lernaeenicus radiatus (Le Sueur, 1824) (эктопаразит)
- Clavellisa cordata C. B. Wilson, 1915 (эктопаразит)
- Ergasilus clupeidarum S. K. Johnson & Rogers, 1972 (эктопаразит)